# Daniel Theis
Pour les articles homonymes, voir Theis.
Daniel Theis, né le 4 avril 1992 à Salzgitter en Allemagne, est un joueur allemand de basket-ball évoluant au poste de pivot voire d'ailier fort. 
Il est capable d'inscrire un nombre important de points tout en étant très précieux en défense, notamment au rebond.

## Carrière sportive

### Allemagne
Né à Salzgitter, Theis est formé par le club de Braunschweig. Il fait ses débuts dans le championnat allemand de basket-ball au cours de la saison 2010-2011 mais passe le plus clair de son temps au sein de l'équipe réserve.
Il commence à gagner du temps de jeu dans l'équipe réserve dans laquelle il côtoie son grand frère Frank, de 2010 à 2012. Il remporte le trophée MIP du championnat allemand de troisième division la 2.Bundesliga Pro B. en 2011. Durant cette période, il a pour coéquipier Dennis Schröder.
Il remporte ensuite le titre de meilleur jeune joueur du championnat allemand à la suite de sa saison effectuée avec le club de Ratiopharm Ulm. Fort de cette saison pleine, il rejoint l'équipe bavaroise de Brose Bamberg.
Avec sa nouvelle équipe, il remporte le titre de champion d'Allemagne à la suite d'une finale remportée face au Bayern Munich. Il prolonge son contrat avec le club en avril 2015, avant d'ajouter deux nouveaux titres de champion d'Allemagne à son palmarès en 2016 et 2017.

### NBA

#### Celtics de Boston (2017-2021)
Il signe aux Celtics de Boston le 20 juillet 2017. Il fait ses débuts en NBA le 18 octobre contre les Bucks de Milwaukee. Le 12 mars 2018, Theis souffre d’une déchirure du ménisque du genou gauche et manque le reste de la saison 2017-2018.
Le 29 octobre 2018, on découvre que Theis a une légère déchirure du fascia plantaire du pied droit et qu’il doit être absent indéfiniment, mais il revient peu de temps après la blessure, le 11 novembre contre les Trail Blazers de Portland.
Le 2 juillet 2019, il rempile pour deux saisons supplémentaires avec la franchise du Massachusetts. Le 21 février 2020, Theis enregistre un record en carrière de 25 points et 16 rebonds dans une victoire contre les Timberwolves du Minnesota. Theis continue de compléter le cinq majeur, jouant d’une manière qui "convient parfaitement aux autres joueurs" selon son entraîneur Brad Stevens.

#### Bulls de Chicago (mars 2021-août 2021)
Le 25 mars 2021, il est envoyé aux Bulls de Chicago.

#### Rockets de Houston (août 2021-février 2022)
Agent libre à l'été 2021, Daniel Theis signe avec les Rockets de Houston pour un contrat de 36 millions de dollars sur quatre ans.

#### Celtics de Boston (février-juin 2022)
En février 2022, il est de retour aux Celtics de Boston, en échange de Dennis Schröder, Enes Kanter Freedom et Bruno Fernando,.

#### Pacers de l'Indiana (juillet 2022-novembre 2023)
Début juillet 2022, dans le cadre du transfert de Malcolm Brogdon aux Celtics de Boston, il fait le chemin inverse et rejoint les Pacers de l'Indiana. Peu utilisé par les Pacers, Theis négocie un départ des Pacers en novembre 2023.

#### Clippers de Los Angeles (novembre 2023-avril 2024)
Après son départ des Pacers, Theis rejoint les Clippers de Los Angeles.

#### Pelicans de La Nouvelle-Orléans (2024-février 2025)
En juillet 2024, il s'engage pour une saison avec les Pelicans de La Nouvelle-Orléans.
En février 2025, Theis est transféré au Thunder d'Oklahoma City. Il est coupé le soir de la fermeture du marché des transferts.

### Retour en Europe
Ce même mois, Theis rejoint l'AS Monaco, équipe de première division française qui participe aussi à l'Euroligue.

## Palmarès et récompenses

### En club
- 3 titres de champion d'Allemagne en 2015, 2016 et 2017.
- Vainqueur de la Supercoupe d'Allemagne en 2015.
- Vainqueur de la Coupe d'Allemagne en 2017.

### En équipe nationale
- Médaille d'or à la Coupe du monde 2023
- Troisième au Championnat d'Europe 2022

### Distinctions personnelles
- Meilleur jeune joueur du championnat en 2014.
- 4 fois BBL All-Star Game en 2014, 2015, 2016 et 2017.
- All-German Second team en 2016.
- Meilleur joueur allemand du championnat en 2016.
- Meilleur défenseur du championnat en 2017.

## Statistiques

### NBA

#### Saison régulière
| Saison    | Équipe              | Matchs | Titul. | Min./m | % Tir | % 3pts | % LF | Rbds/m. | Pass/m. | Int/m. | Ctr/m. | Pts/m. |
| --------- | ------------------- | ------ | ------ | ------ | ----- | ------ | ---- | ------- | ------- | ------ | ------ | ------ |
| 2017-2018 | Boston              | 63     | 3      | 14,9   | 54,1  | 31,0   | 75,3 | 4,35    | 0,89    | 0,48   | 0,76   | 5,25   |
| 2018-2019 | Boston              | 66     | 2      | 13,8   | 54,9  | 38,8   | 73,7 | 3,41    | 1,03    | 0,32   | 0,64   | 5,67   |
| 2019-2020 | Boston              | 65     | 64     | 24,1   | 56,6  | 33,3   | 76,3 | 6,55    | 1,71    | 0,57   | 1,29   | 9,25   |
| 2020-2021 | Boston              | 42     | 37     | 24,4   | 55,2  | 34,7   | 68,7 | 5,24    | 1,60    | 0,60   | 1,02   | 9,45   |
| 2020-2021 | Chicago             | 23     | 14     | 24,9   | 52,2  | 28,1   | 65,1 | 5,91    | 1,78    | 0,70   | 0,61   | 10,00  |
| 2021-2022 | Houston             | 26     | 21     | 22,5   | 46,9  | 29,1   | 67,5 | 5,00    | 0,77    | 0,42   | 0,65   | 8,38   |
| 2021-2022 | Boston              | 21     | 6      | 18,7   | 59,8  | 35,7   | 68,8 | 4,67    | 1,00    | 0,43   | 0,67   | 7,90   |
| 2022-2023 | Indiana             | 7      | 1      | 15,5   | 47,7  | 18,2   | 41,7 | 3,14    | 1,29    | 0,29   | 0,86   | 7,00   |
| 2023-2024 | Indiana             | 1      | 0      | 8,4    | 25,0  | 0,0    | –    | 0,00    | 0,00    | 0,00   | 0,00   | 2,00   |
| 2023-2024 | L.A. Clippers       | 59     | 3      | 17,1   | 53,6  | 37,1   | 76,0 | 4,10    | 1,00    | 0,40   | 0,90   | 6,30   |
| 2024-2025 | La Nouvelle-Orléans | 38     | 9      | 16,3   | 47,3  | 24,3   | 83,8 | 4,30    | 1,60    | 0,50   | 0,50   | 4,30   |
| Total     | Total               | 411    | 160    | 18,8   | 53,7  | 32,6   | 72,6 | 4,70    | 1,30    | 0,50   | 0,80   | 7,10   |

#### Playoffs
| Saison | Équipe        | Matchs | Titul. | Min./m | % Tir | % 3pts | % LF  | Rbds/m. | Pass/m. | Int/m. | Ctr/m. | Pts/m. |
| ------ | ------------- | ------ | ------ | ------ | ----- | ------ | ----- | ------- | ------- | ------ | ------ | ------ |
| 2019   | Boston        | 7      | 0      | 6,0    | 35,7  | 0,0    | 100,0 | 1,40    | 0,00    | 0,10   | 0,10   | 1,70   |
| 2020   | Boston        | 17     | 17     | 28,4   | 52,1  | 15,4   | 78,8  | 7,10    | 1,50    | 0,40   | 1,20   | 8,90   |
| 2022   | Boston        | 16     | 5      | 12,5   | 58,8  | 21,4   | 75,0  | 3,30    | 0,70    | 0,30   | 0,50   | 4,30   |
| 2024   | L.A. Clippers | 1      | 0      | 4,4    | 100,0 | 100,0  | –     | 1,00    | 0,00    | 0,00   | 0,00   | 3,00   |
| Total  | Total         | 41     | 22     | 17,8   | 53,0  | 18,6   | 79,1  | 4,50    | 0,90    | 0,30   | 0,70   | 5,80   |

Mise à jour le 11 février 2025

### Euroligue
| Saison    | Équipe | Matchs | Titul. | Min./m | % Tir | % 3pts | % LF | Rbds/m. | Pass/m. | Int/m. | Ctr/m. | Pts/m. |
| --------- | ------ | ------ | ------ | ------ | ----- | ------ | ---- | ------- | ------- | ------ | ------ | ------ |
| 2015-2016 | Brose  | 24     | 1      | 19,6   | 53,6  | 38,9   | 76,4 | 4,40    | 0,50    | 0,50   | 0,60   | 9,20   |
| 2016-2017 | Brose  | 30     | 1      | 19,7   | 59,8  | 41,0   | 70,9 | 4,60    | 0,70    | 0,70   | 0,90   | 9,60   |
| Total     | Total  | 54     | 2      | 19,7   | 57,1  | 40,0   | 73,6 | 4,50    | 0,60    | 0,60   | 0,80   | 9,40   |

## Records sur une rencontre en NBA
Les records personnels de Daniel Theis en NBA sont les suivants, :
| Type de statistique        | Saison régulière | Saison régulière            | Saison régulière | Playoffs | Playoffs                | Playoffs          |
| Type de statistique        | Record           | Adversaire                  | Date             | Record   | Adversaire              | Date              |
| -------------------------- | ---------------- | --------------------------- | ---------------- | -------- | ----------------------- | ----------------- |
| Points                     | 25               | @ Timberwolves du Minnesota | 21 février 2020  | 18       | Raptors de Toronto      | 9 septembre 2020  |
| Paniers marqués            | 10               | 2 fois                      | 2 fois           | 9        | Raptors de Toronto      | 9 septembre 2020  |
| Paniers tentés             | 15               | @ Bulls de Chicago          | 8 décembre 2018  | 12       | @ 76ers de Philadelphie | 23 août 2020      |
| Paniers à 3 points réussis | 5                | @ Jazz de l'Utah            | 9 février 2021   | 2        | @ 76ers de Philadelphie | 23 août 2020      |
| Paniers à 3 points tentés  | 7                | @ 76ers de Philadelphie     | 3 janvier 2022   | 5        | 2 fois                  | 2 fois            |
| Lancers francs réussis     | 8                | 2 fois                      | 2 fois           | 7        | @ Raptors de Toronto    | 30 août 2020      |
| Lancers francs tentés      | 8                | 4 fois                      | 4 fois           | 7        | @ Raptors de Toronto    | 30 août 2020      |
| Rebonds offensifs          | 7                | @ Clippers de Los Angeles   | 20 novembre 2019 | 5        | Heat de Miami           | 25 septembre 2020 |
| Rebonds défensifs          | 12               | Mavericks de Dallas         | 4 janvier 2019   | 13       | @ Raptors de Toronto    | 30 août 2020      |
| Rebonds totaux             | 16               | @ Timberwolves du Minnesota | 21 février 2020  | 15       | @ Raptors de Toronto    | 30 août 2020      |
| Passes décisives           | 6                | 4 fois                      | 4 fois           | 3        | 3 fois                  | 3 fois            |
| Interceptions              | 3                | 4 fois                      | 4 fois           | 1        | 11 fois                 | 11 fois           |
| Contres                    | 5                | @ Cavaliers de Cleveland    | 5 novembre 2019  | 3        | 2 fois                  | 2 fois            |
| Balles perdues             | 5                | @ Grizzlies de Memphis      | 15 novembre 2021 | 4        | @ Raptors de Toronto    | 30 août 2020      |
| Minutes jouées             | 41               | @ Raptors de Toronto        | 28 mars 2022     | 47       | Raptors de Toronto      | 9 septembre 2020  |

- Double-double : 24 (dont 2 en playoffs)
- Triple-double : 0

Dernière mise à jour : 27 décembre 2024

## Salaires
Les gains de Daniel Theis en carrière sont les suivants :
| Année       | Équipe            | Salaire     |
| ----------- | ----------------- | ----------- |
| 2017-2018   | Celtics de Boston | 815 615 $   |
| 2018-2019   | Celtics de Boston | 1 378 242 $ |
| 2019-2020   | Celtics de Boston | 5 000 000 $ |
| Total Gains | Total Gains       | 7 193 857 $ |
| 2020-2021   | Celtics de Boston | 5 000 000 $ |